# Desert song (canción de My Chemical Romance)
«Desert song» es una canción de la banda My Chemical Romance, lanzada en 2006 en su primer DVD, Life on the murder scene. La canción también se toca en el menú principal del DVD. Esta canción puede también tener alguna relación con los Demolition Lovers, porque en la canción homónima Gerard Way canta sobre una pareja que se escapa al desierto. La canción puede tratar de lo que el hombre piensa y le dice a su amada mientras corren por el desierto.
Otra versión dice que trata sobre la vida misma de los artistas, en donde ellos hablan sobre cómo al final todos fracasaremos. Cuenta también de sus vidas, en el texto “Spend the rest of your days Rocking out just for the dead” (Pasa el resto de tus días rockeando sólo para los muertos).
El grupo solía tocarla sólo en el Reino Unido, pero para los últimos meses en América de su gira The Black Parade World Tour, “Desert song” sí fue tocada —incluidos los conciertos en Chile y Venezuela, en los que fue tocada en penúltimo lugar, justo antes de la clásica “Helena”—.

## Música
Musicalmente, esta canción no es muy similar a la mayoría de las canciones de My Chemical Romance hasta el momento. La música de My Chemical Romance es más pesada, aunque las guitarras acústicas se han utilizado en todas sus canciones. La guitarra acústica es tocada por Ray Toro y es acompañada por adornos y ornamentos de una guitarra eléctrica tocada por Frank Iero. La canción tiene un verso y un estribillo constantemente, seguidos por un puente y una repetición del estribillo. El claro y el uso frecuente de acordes repetidores emiten la sensación de soledad y de introspectiva, temas subyacentes en la mayoría de las canciones de la banda muy recomendable la banda.

## Créditos
- Gerard Way, voz;
- Ray Toro, guitarra acústica;
- Frank Iero, guitarra eléctrica;
- Mikey Way, bajo.